# 한국독립운동사략(상편)
한국독립운동사략(상편)은 충청남도 천안시 동남구 목천읍 독립기념관에 있는, 김병조(金秉祚, 1877∼1948)가 저술한 책이다. 2019년 7월 8일 대한민국의 국가등록문화재 제757호로 지정되었다.

## 등록 사유
3.1운동 당시 독립선언서에 서명한 민족대표 33인중 1인인 김병조 (金秉祚, 1877∼1948)가 저술한 책으로서 3.1운동의 배경, 각 지방에서 발표된 독립선언서와 국내외 운동의 전개상황, 일제의 탄압 실태, 임시정부의 수립과 통합과정 등을 정리하고 있다. 이 책은 3.1운동 연구의 기본 문헌이 되고 있으며, 방대한 자료를 기초로 하고 있어 한국 독립운동사 연구에 매우 귀중한 자료로서의 가치를 지니고 있다.

## 같이 보기
- 김병조

## 참고 자료
- 한국독립운동사략(상편) - 국가유산청 국가유산포털